# Александров, Николай Александрович (писатель)
Никола́й Алекса́ндрович Алекса́ндров (29 ноября (11 декабря) 1841, Ставрополь-Кавказский — 20 июня (3 июля) 1907, Санкт-Петербург) — русский писатель

, художественный критик, издатель, редактор, этнограф.

## Биография
Из дворян; сын чиновника. Учился в 1-й киевской гимназии (1849—1856). Слушал лекции в Харьковском, Московском и Санкт-Петербургском университетах.
Начав с рецензий в «Современнике», помещал в разных изданиях библиографические заметки, критические этюды, статьи по этнографии и искусству, фельетоны и прочее. В «Настольном Словаре» Ф. Г. Толля (1823—1867) Александров, кроме множества мелких статей, поместил первое по времени библиографическое обозрение русской журналистики. Статьи подписывал псевдонимами: В. Аров, Сторонний Зритель, Nemo и др.
Отдельно издал: «Народы России» (1872—73), «Волга. Этнографические рассказы для детей» (1874), «На праздник», детский сборник (1873; вместе с А. Н. Плещеевым), «Казаки, черноморцы и терцы» и несколько чтений для народа (1874—1892).
В 1881 году основал и до 1887 года издавал «Художественный журнал», в котором публиковал статьи об Архипе Куинджи, Василии Перове, Иване Крамском, Владимире Маковском .

## Сочинения
- Якуты; (Долганы). — Москва, 1899. — (Где на Руси какой народ живет и чем промышляет?)
- Сибирская тайга. — Москва, 1900. — (Где на Руси какой народ живет и чем промышляет?)
- Пустыни Севера и их кочующие обитатели. — Москва, 1904. — (Народы России. Этнографические рассказы для детей)